# Sandviken (gemeente)
Sandviken is een Zweedse gemeente in Gästrikland. De gemeente behoort tot de provincie Gävleborgs län. Ze heeft een totale oppervlakte van 1304,5 km² en telde 36.835 inwoners in 2004.
De gemeente ligt ongeveer 190 km ten Noorden van Stockholm. Met de trein ben je in 2 uur tijd in Stockholm en in ongeveer anderhalf uur ben je in Arlanda, de belangrijkste luchthaven van Zweden .

## Plaatsen
| - Sandviken (stad) - Storvik - Järbo - Österfärnebo - Årsunda - Kungsgården - Åshammar - Hammarby | - Jäderfors - Backberg - Västerberg - Högbo, Överby en Västanås - Gysinge - Lövbacken - Näs | - Österbor en Österänge - Hedåsstrand en Hedåsen - Bovik - Ytterbyn - Övre Storvik - Stigen - Dalfors |